# Indische Beachhandball-Nationalmannschaft der Juniorinnen
Die Indische Beachhandball-Nationalmannschaft der Juniorinnen repräsentiert den Handball-Verband von Indien als Auswahlmannschaft auf internationaler Ebene bei Länderspielen im Beachhandball gegen Mannschaften anderer nationaler Verbände.
Als Überbau fungiert die Nationalmannschaft der Frauen, das männliche Pendant ist die Nationalmannschaft der Junioren.

## Geschichte
Indien gründete erst sehr spät, 2022, seine Nachwuchs-Nationalmannschaften im Beachhandball. Schon beim ersten Auftritt, den Junioren-Asienmeisterschaften 2022 in Bangkok erreichten sie das Finale gegen die Gastgeberinnen, unterlagen dort aber. Dabei profitierten sie allerdings von der geringen Teilnehmerzahl von nur drei Mannschaften. Damit verbunden war die Qualifikation für die Junioren-Weltmeisterschaften 2022 in Iraklio auf Kreta im selben Jahr. In Griechenland gehörte Indien zwar zu den schwächeren Teams, konnte aber dennoch die Mannschaften aus Puerto Rico und Hongkong hinter sich lassen und belegte am Ende Rang 14.

## Teilnahmen
| Olympische Jugendspiele - 2018 (U 18): nicht qualifiziert - 2026 (U 18): Junioren-Weltmeisterschaften - 2017 (U 17): nicht qualifiziert - 2022 (U 18): 14. | Junioren-Asienmeisterschaften - 2016 (U 16): nicht teilgenommen - 2022 (U 19): 2. |

- AM 2022: Anushka Ankush Chavan • Chetna Devi • Jassi • Sanjana Kumari • Esha Majumdar • Vanshika Mehta[1]

- JWM 2022: Anupam • Mansi Chaudhary • Anushka Ankush Chavan • Sanjana Kumari • Esha Majumdar • Anisha Parvin • Babita Sharma • Gulshan Sharma • Anjali Thakur • Kritika Thakur[2]

## Trainer
| Cheftrainer/in - 2022: Ziarul Rahman Mondal (AM) - 2022: Saikrishna Hatangadi (WM, nominell) - 2022: Anand Bajirao Mane (WM, wirklich) | Co-Trainer/in - 2022: Himaniya Naresh Prasad (AM) - 2022 Chandan Singh (WM) |